# 12 octobre 1970
Le lundi 12 octobre 1970 est le 285e jour de l'année 1970.

## Naissances
- André Rötheli, joueur de hockey sur glace suisse
- Charlie Ward, joueur de basket-ball américain
- Cláudia Abreu, actrice brésilienne
- Cody Cameron, cinéaste américain
- Ernesto Michel, joueur de basket-ball argentin
- Julian, acteur et réalisateur américain de films pornographiques
- Kirk Cameron, acteur américain
- Massimiliano Rosa, footballeur italien
- Origa (morte le 17 janvier 2015), chanteuse russe
- Pilar Castro, actrice espagnole
- Rodney Begnaud, catcheur américain
- Toni Jiménez, footballeur espagnol
- Valy Verdi, actrice pornographique française

- Emily Prentiss, personnage de fiction issu de la série télévisée américaine Esprits criminels

## Décès
- Andreas Speiser (né le 10 juin 1885), mathématicien et philosophe suisse
- Feodor Rojankovsky (né le 24 décembre 1891), illustrateur russe
- Rune Carlsten (né le 2 juillet 1890), acteur et réalisateur